# 严在明
严在明（1997年5月16日—），中国黑龙江省哈尔滨市人，围棋职业六段棋手。他2011年入段，2019年8月升为六段。

## 国内比赛成绩
2011年8月获第2届百灵杯全国少儿围棋大奖赛“夜郎小棋王组”亚军。2018年获得全国围棋个人赛男子组季军。2019年代表深圳正方园队参加围甲联赛。

## 升段记录
初段：2011年7月。
二段：2013年7月.
三段：2015年7月
四段：2017年7月。
五段：2018年7月。
六段：2019年8月。